# Danh sách mảng kiến tạo

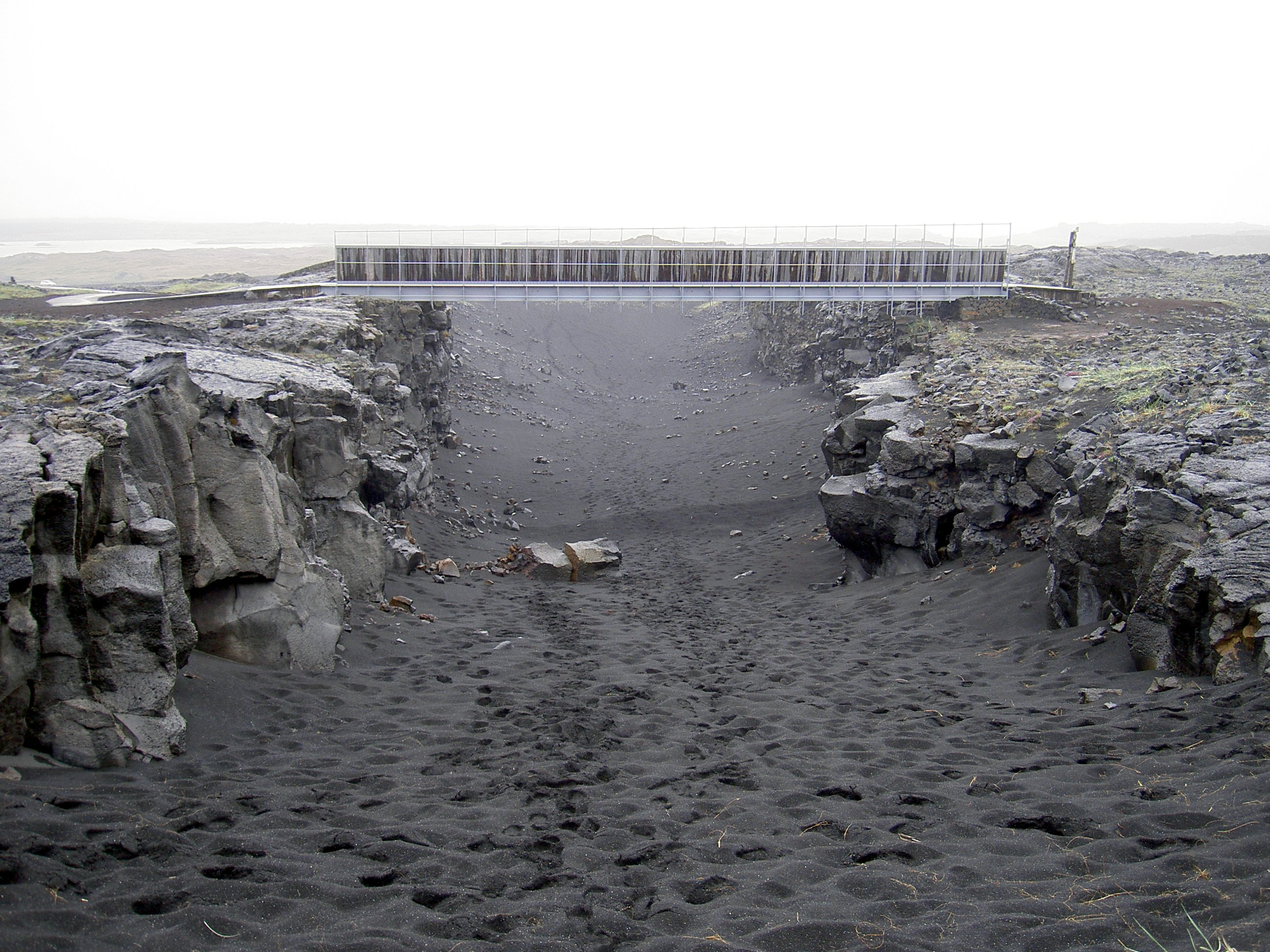

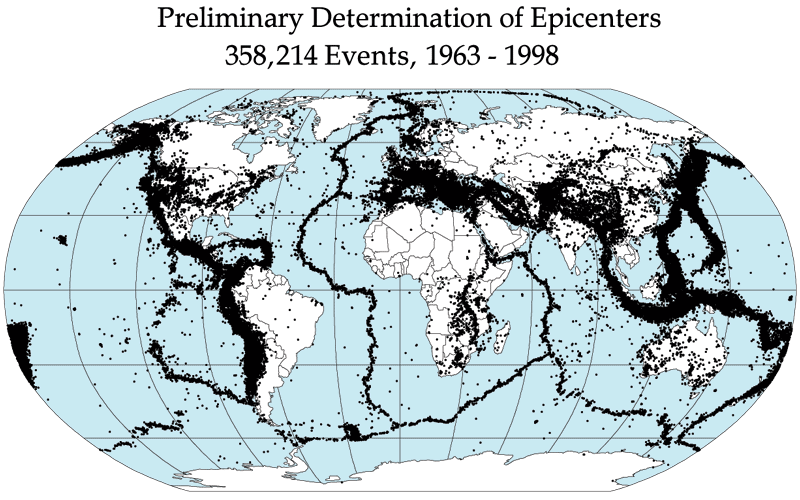
Các chấn tâm toàn cầu, 1963-1998

14 mảng chính cộng mảng Scotia

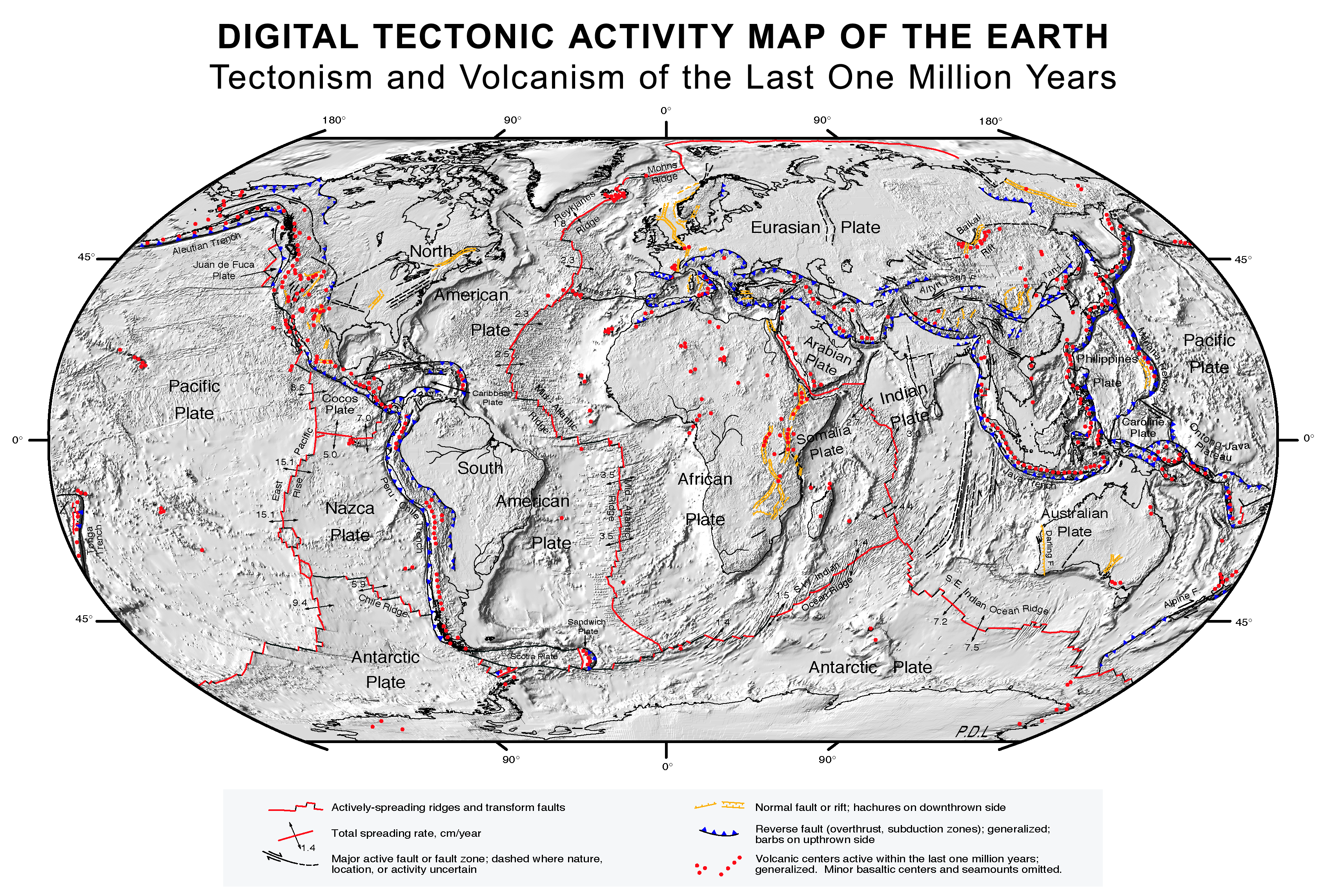
Bản đồ mảng kiến tạo từ NASA

Dưới đây là Danh sách các mảng kiến tạo trên Trái Đất. Các mảng kiến tạo là các mảng của lớp vỏ Trái Đất và phần trên nhất của lớp phủ, cùng nhau được gọi chung là thạch quyển. Các mảng này dày khoảng 100 km (60 dặm Anh) và bao gồm 2 kiểu vật liệu chính: lớp vỏ đại dương (còn gọi là quyển sima gồm silic và magiê) và lớp vỏ lục địa (quyển sial từ silic và nhôm). Thành phần của hai kiểu lớp vỏ khác nhau rõ nét, với các loại đá bazan ("mafic") chiếm ưu thế trong lớp vỏ đại dương, trong khi lớp vỏ lục địa lại bao gồm chủ yếu là các loại đá granit có tỷ trọng thấp hơn ("felsic").
Bề mặt Trái Đất bao gồm 15 mảng lớn và 38 mảng nhỏ, tổng cộng là 52 mảng kiến tạo.

## Mảng chính
- Mảng Thái Bình Dương
- Mảng Ấn-Úc
  - Mảng Ấn Độ
  - Mảng Úc
- Mảng Á-Âu
- Mảng châu Phi
- Mảng Bắc Mỹ
- Mảng Nam Mỹ
- Mảng Nam Cực
- Mảng Ả Rập
- Mảng Caribe
- Mảng Juan de Fuca
- Mảng Scotia
- Mảng Cocos
- Mảng Nazca
- Mảng Philippin

## Mảng phụ
- Mảng biển Aegea
- Mảng Altiplano
- Mảng Amur hay mảng Trung hoa
- Mảng Anatolia
- Mảng đá ngầm Balmoral
- Mảng biển Banda
- Mảng Bird's Head
- Mảng Burma
- Mảng Caroline
- Mảng đá ngầm Conway
- Mảng Phục Sinh (mảng Easter)
- Mảng Futuna
- Mảng Galapagos
- Mảng Hellenic
- Mảng Iran
- Mảng Jan Mayen
- Mảng Juan Fernandez
- Mảng Kermadec
- Mảng Manus
- Mảng Maoke
- Mảng Mariana
- Mảng biển Molucca
- Mảng New Hebrides
- Mảng Niuafo'ou
- Mảng Bắc Andes
- Mảng Bắc Bismarck
- Mảng Okhotsk
- Mảng Okinawa
- Mảng Panama
- Mảng Rivera
- Mảng Sandwich
- Mảng Shetland
- Mảng biển Solomon
- Mảng Somali
- Mảng Nam Bismarck
- Mảng Sunda
- Mảng Timor
- Mảng Tonga
- Mảng Woodlark
- Mảng Dương Tử hay mảng Hoa Nam

### Mảng trong các kiến tạo Sơn
Một vài mô hình xác định thêm một số mảng phụ trong các kiến tạo sơn hiện hành.
- Mảng Adriatic hay mảng Apulia
- Mảng Explorer
- Mảng Gorda

## Mảng cổ đại
- Mảng Baltic
- Mảng Bellingshausen
- Mảng Charcot
- Mảng Cimmeria
- Mảng Farallon
- Mảng Insular
- Mảng Intermontane
- Mảng Izanagi
- Mảng Kula
- Mảng Lhasa
- Mảng phone